# O Beira-Mar
O Beira-Mar foi um jornal semanário localizado na cidade do Rio de Janeiro.

## História
Fundado em 1922 por M.M. de Sá, sua primeira edição ocorreu em 28 de outubro de 1922 e em pouco tempo é comprado pelo escritor Théo-Filho. O Beira-Mar era um jornal-society direcionado para a comunidade cilense (da sigla CIL, correspondente aos bairros Copacabana, Ipanema e Leme).
O jornal ocupou o espaço deixado quando o primeiro jornal do bairro de Copacabana, "O Copacabana", fechou, em 1919. Entre seus colaboradores, O Beira-Mar contou com personalidades literárias como Augusto Frederico Schmidt, que encontrou em suas páginas, o local para publicar os seus primeiros versos.
O semanário fechou em janeiro de 1946.